# 北下关街道
北下关街道，是中华人民共和国北京市海淀區下辖的一个街道办事处，范围东起京包铁路与北太平庄街道相邻，西至中关村南大街与紫竹院街道相接，北起北三环西路与中关村街道相邻，南至南长河、北京动物园西界及首都体育馆南侧的西直门外大街一段与西城区展览路街道相接。

## 行政区划
北下关街道下辖以下地区：
五塔寺社区、头堆社区、北京动物园社区、钢铁研究总院社区、上园社区、大慧寺社区、大柳树社区、大柳树北社区、中国气象局社区、中关村南大街40号社区、北下关社区、净土寺社区、娘娘庙社区、净土寺第二社区、广通苑社区、学院南路60号院社区、北京交通大学社区、中国铁道科学研究院社区、南里社区、皂君西里社区、南里二区社区、农影社区、中监所社区、中国农科院社区、解放军艺术学院社区、青云南区社区、皂君庙社区、皂君东里社区、中央财经大学社区、大钟寺社区、皂君庙南路社区、卫生部社区、总参气象局社区、海洋环境预报中心社区和交大嘉园社区。